# Куп СР Југославије у ватерполу
Куп СР Југославије у ватерполу је национални ватерполо куп који је настао 1992. распадом СФРЈ и расформирањем Купа Југославије у ватерполу. Одржано је укупно 15 сезона овог такмичења, а 2003. када је СР Југославија променила име у Србија и Црна Гора, такмичење је преименовано у Куп Србије и Црне Горе у ватерполу.

## Финалне утакмице Купа СР Југославије
| Сезона    | Победник               | Резултат    | Финалиста              |
| --------- | ---------------------- | ----------- | ---------------------- |
| 1991/92.* | ВК Партизан            |             | ВК Црвена звезда       |
| 1992/93.* | ВК Партизан            |             | ВК Бечеј               |
| 1993/94.* | ВК Партизан            |             | ВК Бечеј               |
| 1994/95.  | ВК Партизан            | 10:7, 15:12 | ВК Будванска ривијера  |
| 1995/96.  | ВК Бечеј               | 10:7, 11:8  | ВК Будванска ривијера  |
| 1996/97.  | ВК Бечеј               | 6:12, 15:6  | ВК Будванска ривијера  |
| 1997/98.  | ВК Бечеј               |             | ВК Партизан            |
| 1998/99.  | ВК Бечеј               |             | ВК Будванска ривијера  |
| 1999/00.  | ВК Бечеј               | 16:7        | ПВК Јадран Херцег Нови |
| 2000/01.  | ВК Бечеј               | 12:3        | ПВК Јадран Херцег Нови |
| 2001/02.* | ВК Партизан            |             | ПВК Јадран Херцег Нови |
| 2002/03.* | ВК Приморац Котор      |             | ПВК Јадран Херцег Нови |
| 2003/04.  | ПВК Јадран Херцег Нови | 5:7, 11:6   | ВК Приморац Котор      |
| 2004/05.  | ПВК Јадран Херцег Нови | 8:4, 8:11   | ВК Партизан            |
| 2005/06.  | ПВК Јадран Херцег Нови | 7:8, 12:8   | ВК Партизан            |

- * Сезоне 1991/92, 1992/93, 1993/94, 2001/02. и 2002/03. Купа СР Југославије у ватерполу нису игране по куп систему, већ по лига систему.

### Успешност клубова
| Клуб                   | Освајач | Финалиста | Година освајач                                       | Година финалиста                   |
| ---------------------- | ------- | --------- | ---------------------------------------------------- | ---------------------------------- |
| ВК Бечеј               | 6       | -         | 1995/96, 1996/97, 1997/98, 1998/99, 1999/00, 2000/01 |                                    |
| ВК Партизан            | 5       | 3         | 1991/92, 1992/93, 1993/94, 1994/95, 2001/02          | 1997/98, 2004/05, 2005/06          |
| ПВК Јадран Херцег Нови | 3       | 4         | 2003/04, 2004/05, 2005/06                            | 1999/00, 2000/01, 2001/02, 2002/03 |
| ВК Приморац Котор      | 1       | 1         | 2002/03                                              | 2003/04                            |
| ВК Будванска ривијера  | -       | 4         | -                                                    | 1994/95, 1995/96, 1996/97, 1998/99 |
| ВК Црвена звезда       | -       | 3         | -                                                    | 1991/92, 1992/93, 1993/94          |